# Blumer (Familie)

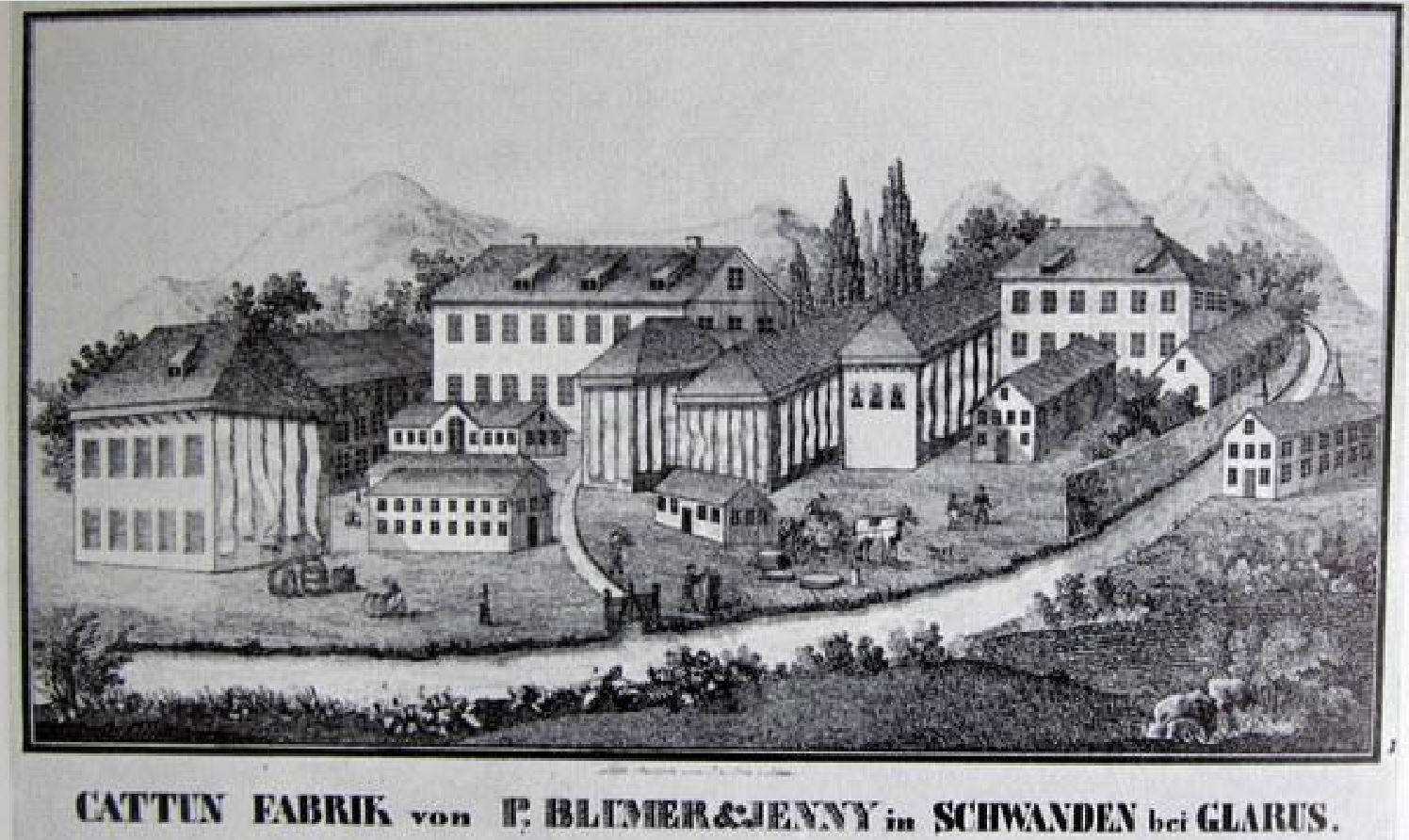
P. Blumer & Jenny, Schwanden

Die Blumer sind eine Familie der Oberschicht im Schweizer Kanton Glarus. Deren Mitglieder machten sich vor allem als Kaufleute einen Namen.

## Geschichte
Die Blumer sind vom 14. Jahrhundert an im Eschentagwen (Luchsingen, Nidfurn, Leuggelbach) belegt und 1423 erstmal urkundlich bezeugt. Einige Linien des weit verzweigten reformierten Geschlechts gewannen grossen Einfluss im Land. Vom 16. Jahrhundert an waren sie ständig im Landrat und den Landesbehörden (Schrankenherren) vertreten und im 18. Jahrhundert stellten sie die meisten Schrankenherren. Viele Blumer amtierten als Landvögte, wie Fridolin (1657–1746).
Im 19. und frühen 20. Jahrhundert zählten die Blumer mit Cosmus (1792–1861), Eduard (1848–1925), Johann Jakob (1819–1875) und Leonhard (1844–1905) zu den politisch führenden Familien.
Die bedeutende wirtschaftliche Stellung der Blumer bildete bis ins 18. Jahrhundert Grundbesitz (Alpen im Glarner Hinterland). Ab Mitte des 18. Jahrhunderts trugen sie namhaft zur Entwicklung des Glarner Handels und der Industrie bei. An dem von Peter (1771–1826) gegründeten Unternehmen P. Blumer & Jenny waren auch Conrad (1817–1882), Fridolin (1811–1880) und Melchior (1813–1870) beteiligt. Das Unternehmen mit einer Spinnerei und Weberei in Schwanden und Luchsingen umfasste auch ein Handelshaus und eine eigene Reederei  (Schiffe: Elvisia, S. Ceriaco, Rondine, Pio IX., Dante, L’Esino, Sara, Consigliere Jenni) in Ancona und entwickelte sich bis 1860 zur Weltfirma. 1842 führte es als erstes Glarner Unternehmen den Batikdruck ein.
Mitglieder der Familie übernahmen die Färberei und Druckerei Holenstein und Johann Heinrich (1753–1844) führte die 1740 gegründete erste Baumwolldruckerei in Oberdorf Glarus fort. Andere Familienangehörige errichteten 1813 die erste mechanische Spinnerei in Glarus, die 1836 nach Murg verlegt wurde.
Johannes (1835–1928) und Othmar (1848–1900) wirkten am Aufbau von Textilunternehmen in der Ostschweiz mit. Johann Jakob (1749–1822) und Peter (1705–1769) beteiligten sich an der Gründung von Handelsfirmen und Fabriken in Italien, Norwegen, Dänemark und Russland. Samuel (1881–1959) gründete die Therma AG in Schwanden. Die unternehmerisch tätigen Blumer waren nicht politisch aktiv.
Ihre Ehepartner stammten aus Kaufmanns- und Unternehmerkreisen (wie die Jenny). Verwandtschafts- und Heiratsverbindungen waren bei der Kapitalbeschaffung von grosser Bedeutung. Vom 19. Jahrhundert an verbanden sich Blumer vermehrt mit den politisch einflussreichen Glarner Familien.